# Sõmeru (gemeente)
Sõmeru (Estisch: Sõmeru vald) was een gemeente in de Estlandse provincie Lääne-Virumaa. De gemeente telde 3441 inwoners op 1 januari 2017. In 2011 waren dat er 3778. Ze had een oppervlakte van 167,2 km². De hoofdplaats was Sõmeru.
Tot de landgemeente behoorden 28 dorpen en drie wat grotere nederzettingen met de status van alevik (vlek): naast de hoofdplaats Sõmeru ook Uhtna en Näpi.
De gemeente Sõmeru is in 2017 opgegaan in de gemeente Rakvere vald. Sindsdien is de plaats Sõmeru de hoofdplaats van die gemeente.

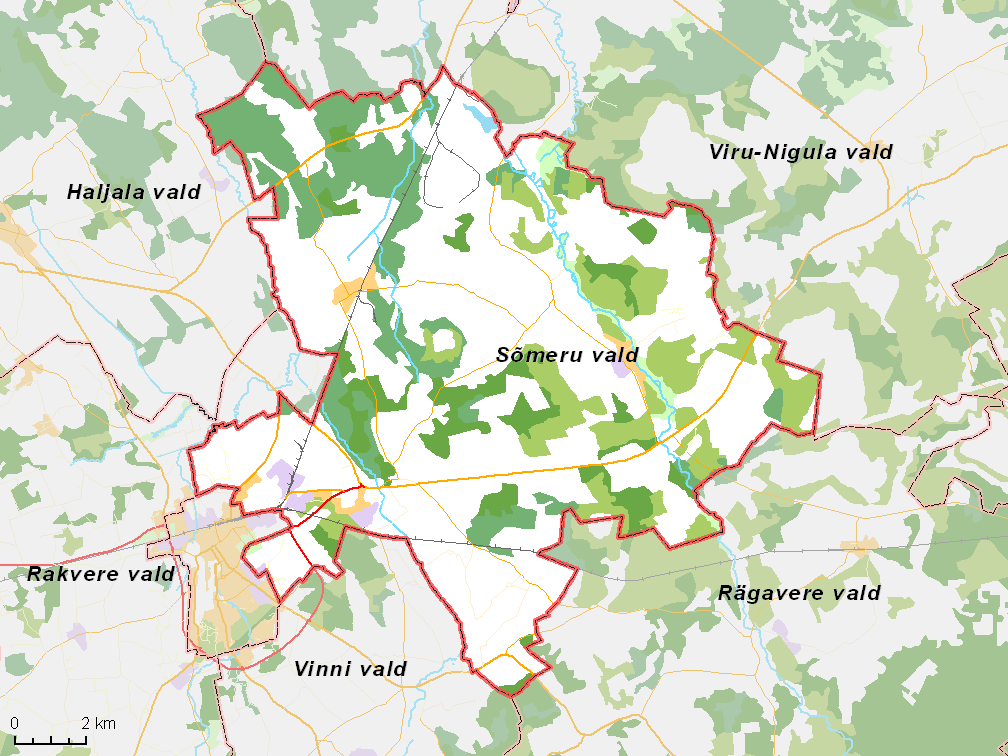
De voormalige gemeente met omliggende gemeenten